# Sabellides oculata
Sabellides oculata är en ringmaskart som beskrevs av Webster 1879. Sabellides oculata ingår i släktet Sabellides och familjen Ampharetidae. Inga underarter finns listade i Catalogue of Life.